# Схепстра, Мартье
Мартье Трейнтье Схепстра (нидерл. Maartje Trijntje Scheepstra; род. 1 апреля 1980, Ангурук) — нидерландская хоккеистка на траве, защитник. Серебряный призёр летних Олимпийских игр 2004 года, серебряный призёр чемпионата мира 2002 года, двукратная чемпионка Европы 2003 и 2005 годов.

## Биография
Мартье Схепстра родилась 1 апреля 1980 года в индонезийской деревне Ангурук.
У Мартье была сестра-близнец, а поскольку семья Схепстры жила в джунглях, где среди местных жителей существовало поверье, будто близнецы — это проявление зла, мать отдала её на удочерение.
Играла в хоккей на траве за «Алмерсе» и «Гойсе», с лета 2001 года — за «Амстердамсе». С 2009 года выступала в Испании.
В 2001 году дебютировала в женской сборной Нидерландов.
В 2002 году завоевала серебряную медаль чемпионата мира в Перте.
В 2003 году выиграла золотую медаль чемпионата Европы в Барселоне.
В том же году Международная федерация хоккея на траве назвала Схепстру лучшей молодой хоккеисткой мира.
В 2004 году вошла в состав женской сборной Нидерландов по хоккею на траве на летних Олимпийских играх в Афинах и завоевала серебряную медаль. Играла на позиции защитника, провела 6 матчей, забила 3 мяча (два в ворота сборной Германии, один — ЮАР).
В 2005 году завоевала золотую медаль чемпионата Европы в Дублине. Была признана лучшим игроком турнира.
Четыре раза выигрывала медали Трофея чемпионов: золотую в 2004 году в Росарио, серебряная в 2001 году в Амстелвене, две бронзовых в 2002 году в Макао и в 2003 году в Сиднее.
В течение карьеры провела за женскую сборную Нидерландов 98 матчей, забила 12 мячей.